# Vila das Belezas (métro de São Paulo)
Vila das Belezas (en portugais : Estação Vila das Belezas) est une station de la ligne 5 (Lilas) du métro de São Paulo. Elle est située sur l'avenue das Belezas, dans le quartier Vila Andrade, à São Paulo au Brésil.
Mise en service en 2002 par le métro de São Paulo, elle est exploitée depuis 2018 par le concessionnaire ViaMobilidade.

## Situation sur le réseau

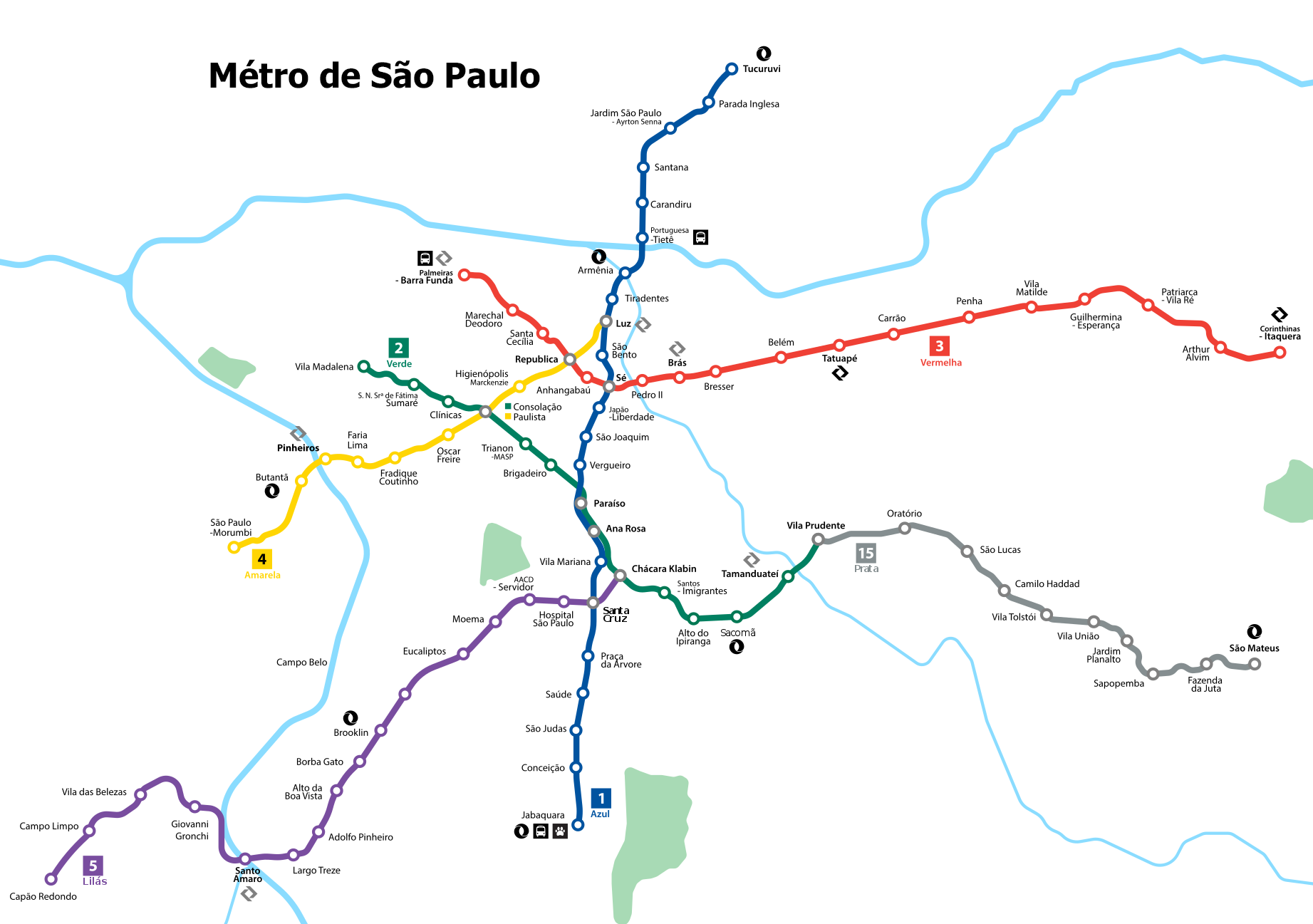
Plan du Métro de São Paulo 2020.

Établie en aérien, la station Vila das Belezas est située sur la ligne 5 (Lilas) entre les stations Campo Limpo, en direction du terminus Capão Redondo, et Giovanni Gronchi, en direction du terminus Chácara Klabin.

## Histoire
La station Vila das Belezas est mise en service, par le métro de São Paulo, le 20 octobre 2002. C'est une station aérienne en courbe avec deux quais latéraux recouverts d'une structure métallique de forme elliptique et de tuiles en acier. Au rez-de-chaussée elle dispose d'un hall de distribution. Elle est accessible aux personnes handicapées et est équipée de : un accès, deux escaliers fixes, six escaliers mécaniques, d'une surface construite de 4 886,79 m2 et est prévue pour absorber un transit maximum de 2 213 voyageurs par heure, en heure de pointe..
En 2018, la station change d'exploitant avec l'arrivée de ViaMobilidade concessionnaire pour vingt ans de l'exploitation de la ligne 5,.
En mai 2021, la station est en travaux de préparation à la pose de portes palières.

## Services aux voyageurs

### Accès et accueil
La station est accessible par le numéro 880 de l'avenue das Belezas. Elle est accessible aux personnes handicapées.

### Desserte
| Ligne                         | Terminus                       | Stations | Durée du voyage (min) | Intervalle minimum entre les trains | Opération                                                      |
| ----------------------------- | ------------------------------ | -------- | --------------------- | ----------------------------------- | -------------------------------------------------------------- |
| Ligne 5 du métro de São Paulo | Capão Redondo ↔ Chácara Klabin | 17       | 33                    | 75 (projecté) 165 (actuel)          | Du dimanche au vendredi, de 4h40 à 0h. Le samedi de 4h40 à 1h. |

Installation
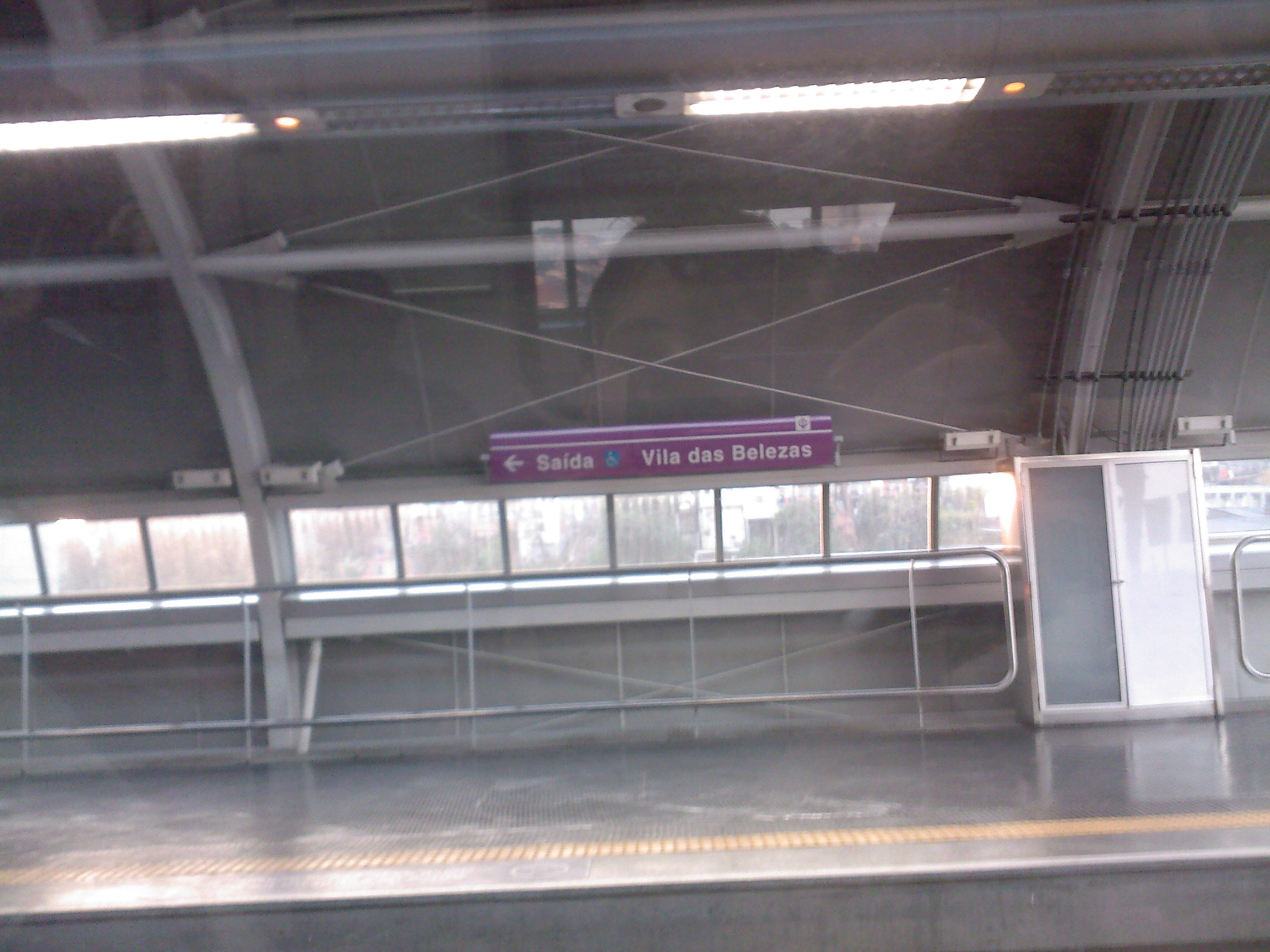
2010.
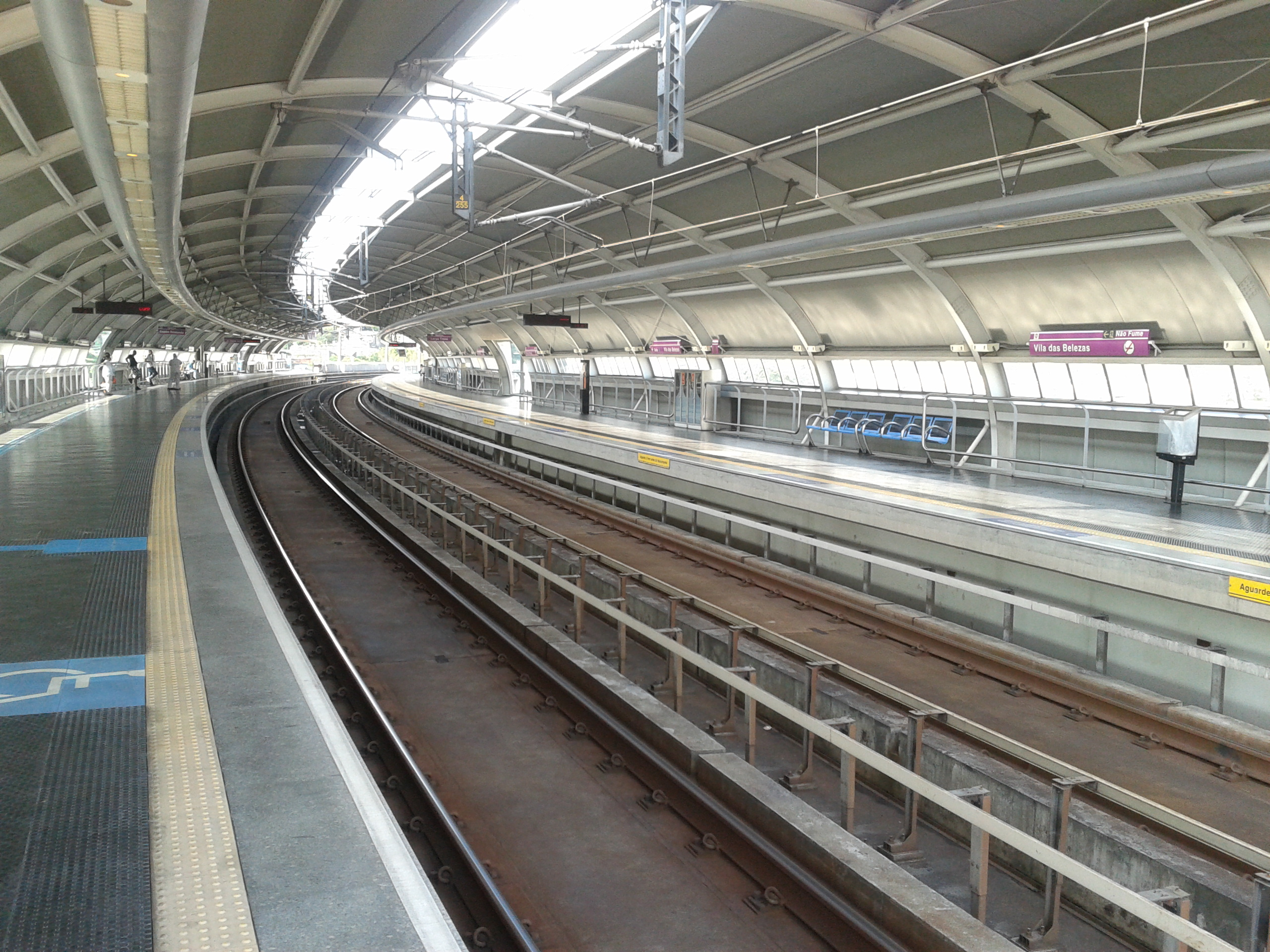
2013